# Кузнєцова Людмила Сергіївна
Людмила Сергіївна Кузнєцова (нар. 13 січня 1977) — білоруська футболістка, півзахисниця та нападниця.

## Життєпис
У складі білоруської «Бобруйчанки» брала участь в матчах Кубку УЄФА 2001 року.
У вищій лізі Росії виступала за клуби «Енергія» (Воронеж), «Енергетик-КМВ» (Кисловодськ), «Лада» (Тольятті), «Рязань-ВДВ», «Ізмайлово» (Москва). У 1998 році у складі «Енергії» та у 2004 році у складі «Лади» ставала чемпіонкою Росії. У 2005 році з 11 забитими м'ячами і в 2006 році з 9 м'ячами входила в топ-10 списку бомбардирів чемпіонату країни. У 2007 році, виступаючи за «Ізмайлово», стала найкращою бомбардиркою свого клубу з 7 голами.
У чемпіонаті України виступала за чернігівську «Легенду», з якою стала срібним призером сезону 1999 року, та за «Металург-Донеччанку».
У 2008 році повернулася до складу «Бобруйчанки», а в 2009 році перейшла в клуб «Мінчанка-БДПУ». У сезоні 2010 року забила три м'ячі в чемпіонаті Білорусі. Перші м'ячі в сезоні забила 17 квітня в матчі проти клубу «Молодечно», відзначившись дублем. По ходу сезону перейшла в «Вікторію» з Вороново. У тому ж році завершила кар'єру, але рік потому відновила її в складі «Бобручанки».
Виступала за збірну Білорусі.